# 풍기 진씨
풍기 진씨(豊基 秦氏)는 경상북도 영주시 풍기읍을 본관으로 하는 한국의 성씨이다.

## 역사
《풍기진씨족보(豊基秦氏族譜)》에 의하면 시조 진필명(秦弼明)은 당나라 고종 때 병부시랑(兵部侍郞)에 올랐으며, 660년(태종무열왕 7) 대사마대장군(大司馬大將軍)으로 소정방(蘇定方) 등과 함께 나당(羅唐) 연합군의 장수로 참전하여 백제를 멸망시킨 뒤 신라에 귀화하여 태원백(太原伯)에 봉해졌다고 한다. 
15세손 진질명(秦礩溟)은 고려 의종 때 문과에 급제하여 문하좌시중(門下左侍中)으로 정중부(鄭仲夫)의 난을 평정하는데 공을 세워 기주부원군(基州府院君)에 봉해졌다고 한다.

## 분파
15세손에서 진질명(秦礩溟)의 형 진질직(秦礩直)은 대원 진씨(大元秦氏), 진질황(秦礩晃)은 영춘 진씨(永春秦氏)로 분관하였다고 한다. 19세손 진왕도(秦王道)는 전서(典書)를 역임하고 남원 진씨(南原秦氏)로 분관하였다고 한다. 선계랑공파(宣啓郞公派), 순천공파(順天公派), 산음공파(山陰公派), 감사공파(監司公派), 감정공파(監正公派), 제학공파(提學公派), 전서공파(典書公派), 참찬공파(參贊公派)가 있다.

### 본관
풍기(豊基)는 경상북도 북부에 위치한 영주시에 속해있다. 신라 때에는 기목진(基木鎭)이었다. 940년(고려 태조 23) 기주(基州)로 개칭되었고, 1018년(현종 9) 안동의 속현으로 병합되었다. 1172년(명종 2) 감무를 두면서 독립하였으며, 1390년(공양왕 1) 은풍현(殷豊縣)을 병합하였다. 1413년(태종 13)에 기천현(基川縣)으로 개칭하여 오다가 1450년(세종 32) 은풍(殷豊)과 기천(基川)을 합하여 풍기군(豊基郡)으로 승격되었다. 1896년 경상북도 풍기군이 되었다가 1914년 영주군에 통합되었다. 1973년 풍기면이 풍기읍으로 승격되었다.

## 과거 급제자
- 풍기 진씨는 조선시대 문과 급제자 5명, 무과 급제자 6명, 사마시 7명을 배출하였다.

문과
진유경(秦有經) 진담(秦澹) 진연(秦淵) 진명홍(秦溟鴻) 진상홍(秦尙弘)
무과
진계남(秦戒男) 진관익(秦寬益) 진국(秦國) 진극례(秦克禮) 진몽성(秦夢成)
진신(秦信)
생원시
진개신(秦介臣) 진상홍(秦尙弘) 진연(秦淵)
진사시
진여권(秦汝權) 진용(秦溶) 진익형(秦益亨) 진혁(秦爀)
역과
진계환(秦繼煥) 진규환(秦奎煥) 진동익(秦東益) 진몽현(秦夢賢) 진상목(秦尙穆)
진상언(秦尙彦) 진상우(秦尙佑) 진윤건(秦允鍵) 진응환(秦膺煥) 진정국(秦正國)
진정환(秦鼎煥) 진종환(秦鍾煥) 진주국(秦柱國) 진학명(秦學明) 진희영(秦喜永)
진희완(秦喜完) 진희철(秦喜哲) 진희홍(秦喜鴻)
율과
진익선(秦益善)
의과
진경환(秦慶煥) 진동석(秦東奭) 진동수(秦東秀) 진동직(秦東稷) 진두환(秦斗煥)
진문환(秦文煥) 진상건(秦相鍵) 진성환(秦性煥) 진식(秦湜) 진영(秦泳)
진창백(秦昌白) 진학순(秦學洵) 진후관(秦後觀) 진흥백(秦興白) 진희룡(秦喜龍)
진희봉(秦喜鳳)

## 집성촌
- 경상북도 영주시 봉현면 노좌리
- 경상북도 예천군 하리면 송월리
- 경상남도 거창군 거창읍
- 제주특별자치도 애월읍 납읍리

## 항렬자
| 24세   | 25세   | 26세   | 27세   | 28세   | 29세   | 30세   | 31세   | 32세   | 33세   | 34세   | 35세   | 36세   | 37세   | 38세   | 39세   |
| ------ | ------ | ------ | ------ | ------ | ------ | ------ | ------ | ------ | ------ | ------ | ------ | ------ | ------ | ------ | ------ |
| 기(基) | 진(鎭) | 홍(洪) | 동(東) | 용(容) | 재(在) | 현(鉉) | 준(準) | 주(柱) | 형(炯) | 교(敎) | 흠(欽) | 우(雨) | 근(根) | 영(榮) | 균(均) |

## 인구
- 1985년 9,856명
- 2000년 11,046명
- 2015년 풍기 진씨 12,974명 + 대원 진씨 464명 + 영춘 진씨 35명 + 남원 진씨 2,011명